# Skolöverstyrelsen
Skolöverstyrelsen (SÖ) var ett svenskt centralt ämbetsverk för skolfrågor, bildat 1920 genom sammanslagning av Folkskoleöverstyrelsen och Läroverksöverstyrelsen. Skolöverstyrelsen ansvarade ursprungligen för framförallt folkskolor och läroverk. Sedermera styrde Skolöverstyrelsen över enhetsskolan/grundskolan och gymnasieskolan. Under ämbetsverket sorterade länsskolnämnderna, vilka inrättades 1958. Skolöverstyrelsen ersattes 1991 av Statens skolverk. 
Efter att Överstyrelsen för rikets allmänna läroverk inrättats mellan 1904 och 1905, höjdes krav på en enhetligt ledning av det allmänna skolväsendet. Vid 1913 års riksdag lade regeringen med ecklesiastikminister Fridtjuv Berg som föredragande fram en proposition om utvidgande av Läroverksöverstyrelsen till en allmän överstyrelse för det allmänna skolväsendet. Förslaget vann dock inte riksdagens gillande utan det beslöts istället att en Folkskoleöverstyrelse skulle inrättas vilket skedde omkring 1913.
När ungdomsskolereformen lades fram inför den urtima riksdagen 1918, där yrkesundervisningen ägnades stor uppmärksamhet, föreslog Kunglig Majestät inrättandet av en överstyrelse för yrkesundervisningen. I stället beslöts det att en skolöverstyrelse skulle inrättas som var ansvarigt både för läroverken och folkskolorna. Vid påföljande riksdag lades en proposition om en sådan gemensam överstyrelse för läroverken och folkskolorna, vilken utan några större meningsskillnader bifölls av riksdagen. Instruktion fastställdes hösten 1919 och Skolöverstyrelsen började sin verksamhet 1920. Namnet Skolöverstyrelsen hade då dock redan använts av Folkskoleöverstyrelsen sedan denna 1918 utökats med en yrkesskoleavdelning.

## Ordinarie generaldirektörer
- 1918/1920–1928: Bengt J:son Bergqvist
- 1929–1946: Otto Holmdahl
- 1947–1964: Nils Gustav Rosén
- 1964–1969: Hans Löwbeer
- 1969–1978: Jonas Orring
- 1978–1981: Birgitta Ulvhammar
- 1981–1986: Lennart Orehag
- 1986–1991: Erland Ringborg

## Tillförordnade generaldirektörer
- 1920–1922: August Wilhelm Falk
- 1947: Karl Kärre